# Featherstone
Featherstone är en stad och civil parish i grevskapet West Yorkshire i England. Staden ligger i distriktet Wakefield, cirka 4 kilometer sydväst om Pontefract och cirka 9 kilometer öster om Wakefield. Tätorten (built-up area) hade 11 060 invånare vid folkräkningen år 2011. Featherstone nämndes i Domedagsboken (Domesday Book) år 1086, och kallades då Ferestane/Fredestan.